# Herz-Jesu-Kirche (Rummenohl)

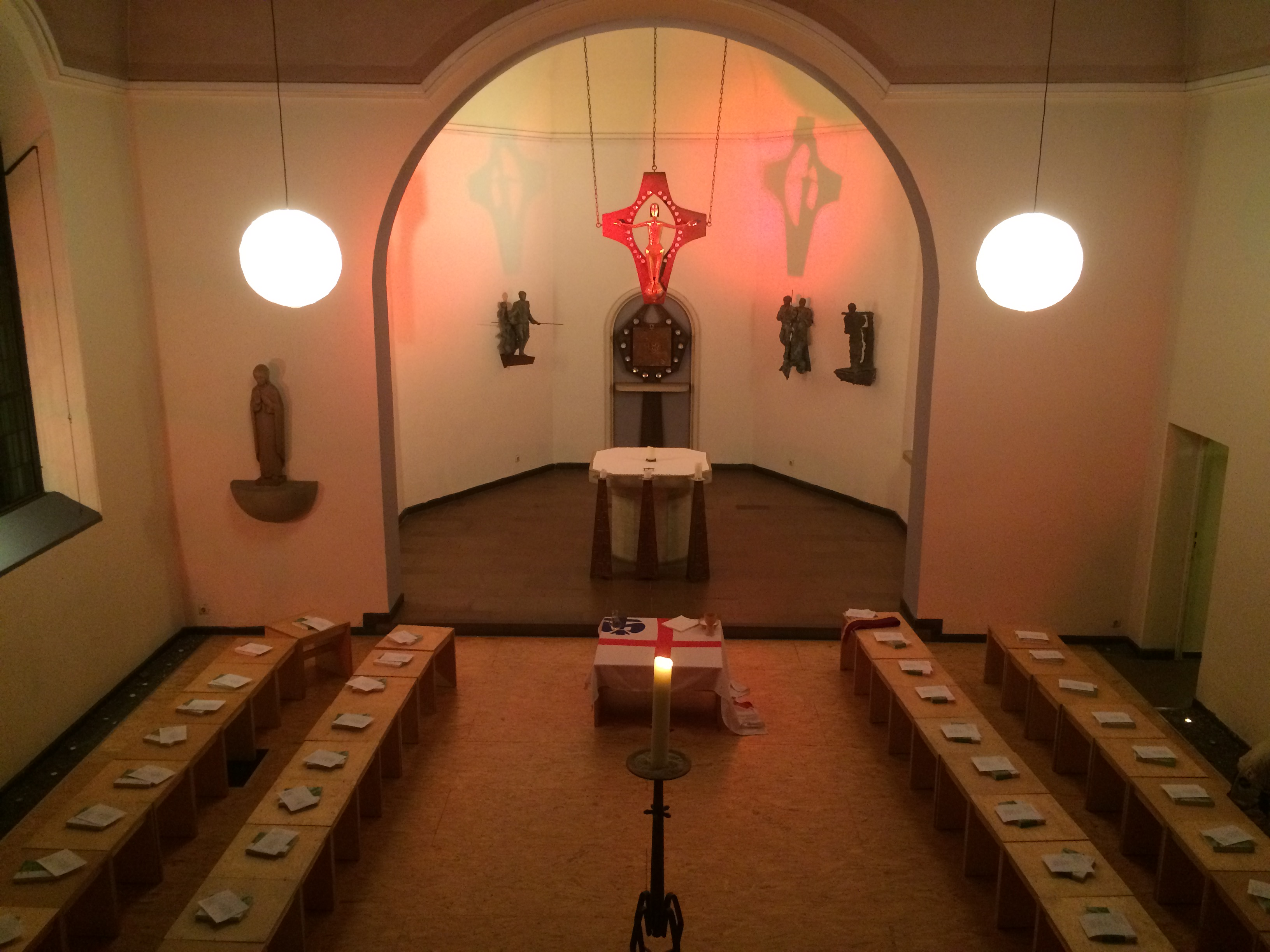
Innenraum der Kirche Herz Jesu in Rummenohl

Die römisch-katholische  Kirche Herz Jesu ist eine Kirche in Rummenohl, einem Ortsteil von Hagen in Nordrhein-Westfalen.

## Geschichte
Die nach dem Heiligsten Herzen Jesu benannte Kirche wurde 1921 geweiht. Die Kirche war über viele Jahre Hauptkirche der Gemeinde, bis sich durch die Entwicklung der Wohnbebauung der Bevölkerungsschwerpunkt der Gemeinde nach dem Ende des Zweiten Weltkriegs verlagerte. Die Herz-Jesu-Kirche war als Kirche einer Diaspora-Gemeinde für das Gebiet bis Schalksmühle im Nordwesten des Sauerlands zuständig.
Nachdem 1954 die Dahler Heilig-Geist-Kirche erbaut wurde, wurde diese sieben Jahre später zum Hauptsitz der Pfarrei. Um 1960 wurden die Fenster der Herz-Jesu-Kirche neu gestaltet. Beide Kirchen gehören heute zur Pfarrei Christus König in Halver und damit zum Bistum Essen. Im Jahr 2009 wurde ein Nutzungsvertrag der Herz-Jesu-Kirche für die anliegende Jugendbildungsstätte Don Bosco, dem Zentrum der Deutschen Pfadfinderschaft St. Georg (DPSG) im Bistum Essen, ausgehandelt. Im selben Jahr wurde die Kirche mithilfe von Pfadfindern der DPSG renoviert.

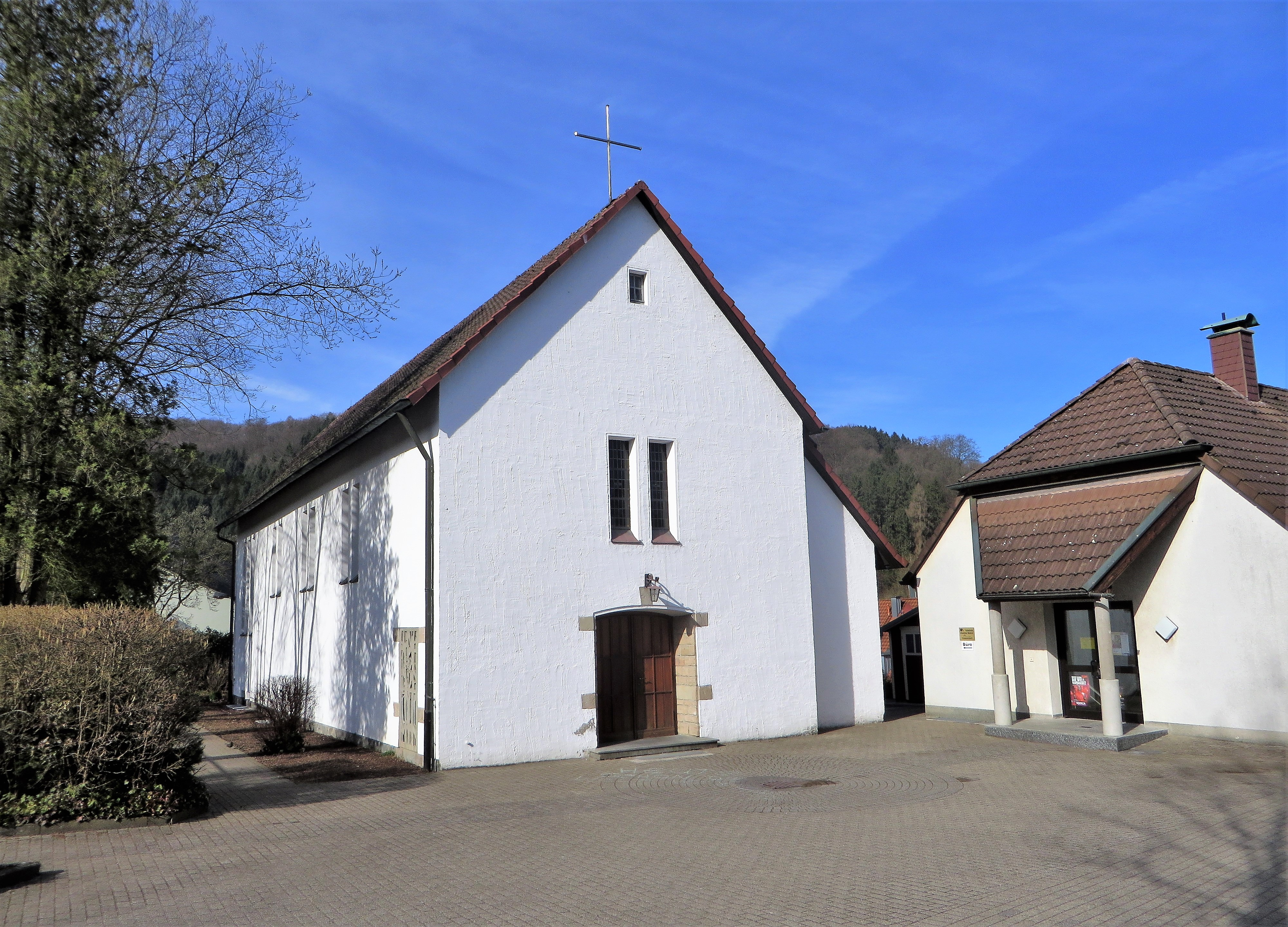
Die neue Gemeindekirche Heilig Geist in Dahl